# Francesc Vilasís i Fernández-Capallejà
Francesc Vilasís-Capalleja, de nom legal Francesc Vilasís i Fernández-Capallejà (Barcelona, 1932) és un esmaltador català, germà del també artista esmaltador Andreu Vilasís.

## Biografia
Després d'estudiar a l'Escola Llotja (1944-45) va anar a l'Escola Massana (1946-57), on va aprendre l'art de l'esmalt de mestres com Miquel Soldevila, de qui va ser deixeble. És molt reconegut com a esmaltista.
Va continuar el seu aprenentatge fent viatges d'estudi a diverses ciutats europees, com París, Florència i Roma, entre d'altres. El 1968 va participar amb el seu germà Andreu en una exposició col·lectiva a Barcelona. A partir dels anys 70 ja va exposar a nivell individual. Des de llavors la seva obra s'ha pogut veure a ciutats com Andorra la Vella, Brussel·les, Castelló, Palma, París, Mont-real o Madrid. El 1986 fou el convidat d'honor a la Biennal de Llemotges.
La seva obra ha estat internacionalment reconeguda i guardonada i és considerada, junt amb la del japonès Oota i la de l'americà Bennet, la màxima expressió actual de la tècnica de l'esmalt. Apareix en el llibre Aportacions catalanes universals.

## Publicacions
- L'art d'esmaltar al foc sobre metalls gravats, repujats i cisellats (Pagès Editors, 2017) ISBN 978-84-9975-907-4